# Acanthocinus gundaiensis
Acanthocinus gundaiensis är en skalbaggsart som beskrevs av Tadao Kano 1933. Acanthocinus gundaiensis ingår i släktet Acanthocinus och familjen långhorningar.
Artens utbredningsområde är Taiwan. Inga underarter finns listade i Catalogue of Life.